# Bonola
Bonola is een metrostation in de Italiaanse stad Milaan dat werd geopend op 12 april 1980 en wordt bediend door lijn 1 van de metro van Milaan.

## Geschiedenis
Het station is het middelste station van het trio dat op 12 april 1980 werd geopend. Het werd aanbesteed onder de naam Olona, de overkluisde rivier die door Gallatarese, o.a. langs het station, loopt, maar bij de opening werd gekozen om te verwijzen naar het Piazza Federico Bonola 250 meter ten westen van het station en het Centro Commerciale (winkelcentrum) Bonola vlak ten oosten van het station.

## Ligging en inrichting
Het station ligt aan de zuidkant van de Via Riccardo Baccheli in het stadsdeel Gallatarese. Het is samen met Lampugnano, San Leonardo en Molino Dorino een van de vier aan lijn 1 met een bovengronds stationsgebouw. De toegang ligt in de oostgevel en via een onderdoorgang kunnen de reizigers van en naar het winkelcentrum lopen. In de stationshal is een striktere scheiding tussen in- en uitstappers dan bij het standaardontwerp doordat toegangspoortjes voor vertrekkers verder naar binnen staan dan die voor uitstappers. Ondergronds liggen twee zijperrons met dragende zuilen tussen de sporen.

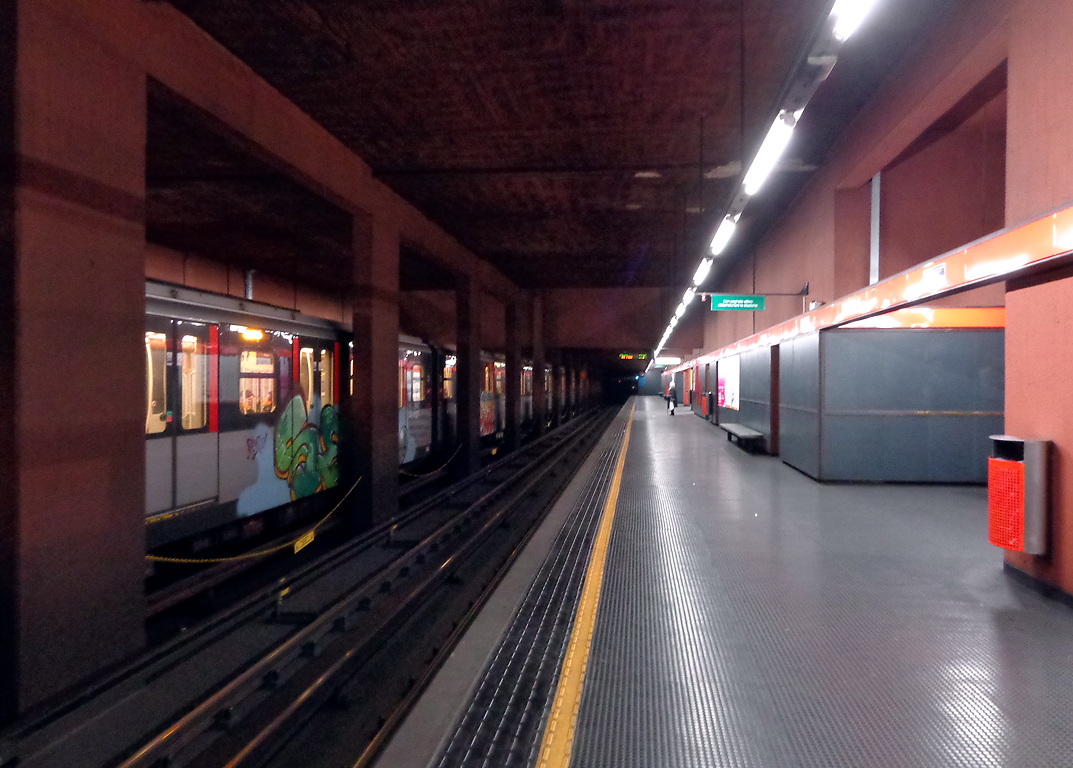
Ondergronds
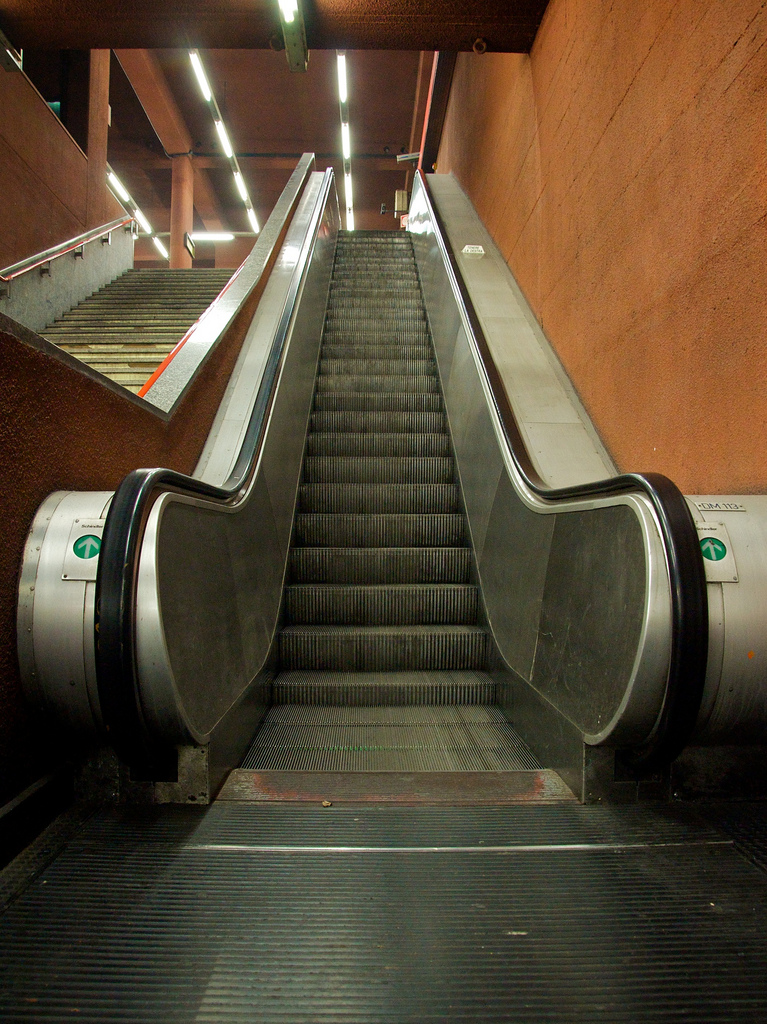
De (rol)trap voor de uitstappers
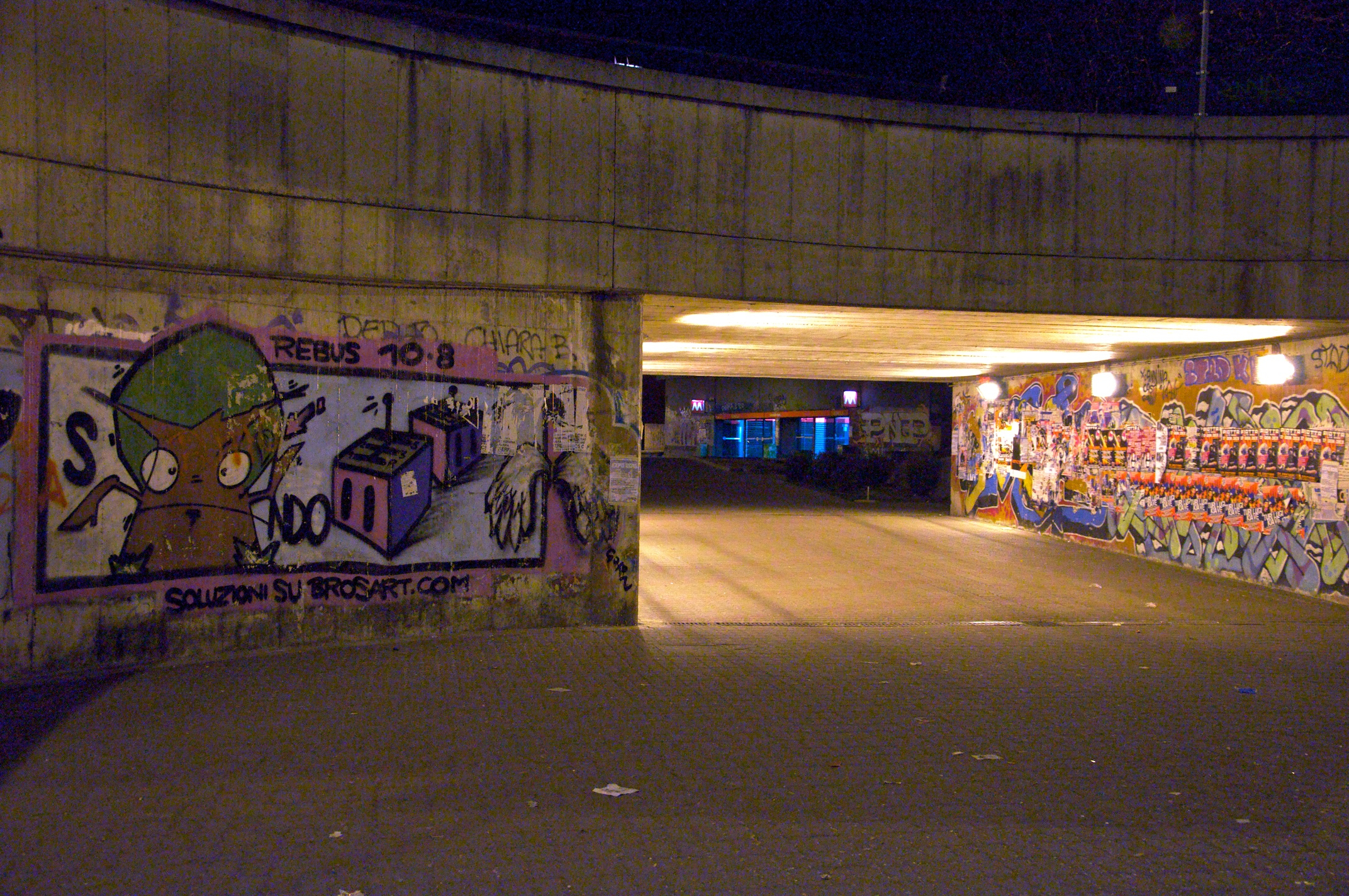
Tussen station en winkelcentrum